# Église Saint-Louis de la citadelle
Cet article concerne l'ancienne église de la citadelle de Strasbourg. Pour l'église du quartier du Finkwiller et l'église du quartier de la Robertsau, voir église Saint-Louis de Strasbourg et église Saint-Louis de la Robertsau.
L’église Saint-Louis de la citadelle était l’église de la citadelle de Strasbourg. Elle fut détruite lors des bombardements du siège de Strasbourg en 1870.

## Histoire
L’église Saint-Louis fut construite à la fin du XVIIe siècle en même temps que la citadelle de Vauban. Dédiée à saint Louis elle servait initialement à la garnison. Mgr Saurine, évêque de Strasbourg, lui attribua en plus la charge des quartiers sud de Strasbourg le 30 janvier 1808. Les prêtres de la paroisse de la citadelle desservaient également la chapelle de Neudorf.
L’église devint un pèlerinage à la Sainte-Vierge, comme en témoigne la dévotion via la statue dite « Notre-Dame de la citadelle », datant du XVIIIe siècle elle fut sauvée de l’incendie de l’église en 1870 et se trouve depuis le 16 novembre 1887 à l’église Saint Aloyse à Neudorf. De même un calvaire étant situé dans le cimetière de l’église Saint-Louis est de nos jours à proximité de l’église Saint-Aloyse.
Au matin du 18 août 1870 les assiégeants commencent à bombarder la citadelle et la tour de l’église est touchée, de même que l’arsenal et d’autres bâtiments,. La ville et la citadelle sont bombardées durant les mois d’août et de septembre, les dégâts sont tels que l’église sera totalement détruite comme la totalité des bâtiments de la citadelle.

### Localisation

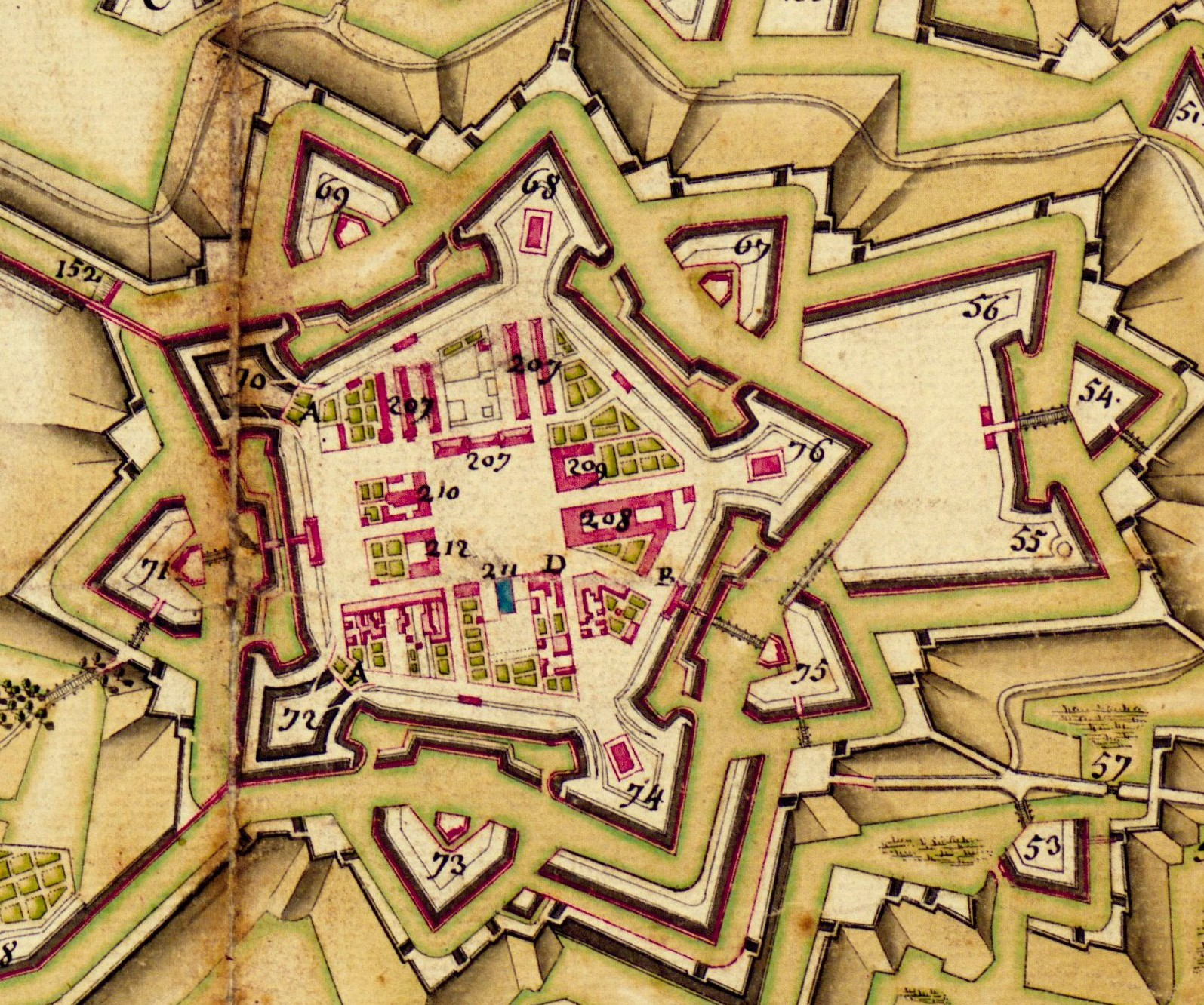
Plan de la citadelle du XVIIIe siècle

L’église est mentionnée par le numéro 211 sur la carte ci-dessus (en bleu foncé), carte orientée conventionnellement nord-sud. Elle est tournée vers la place centrale, à côté du logement de l’aide major et de l’artillerie.

## Galerie d'images

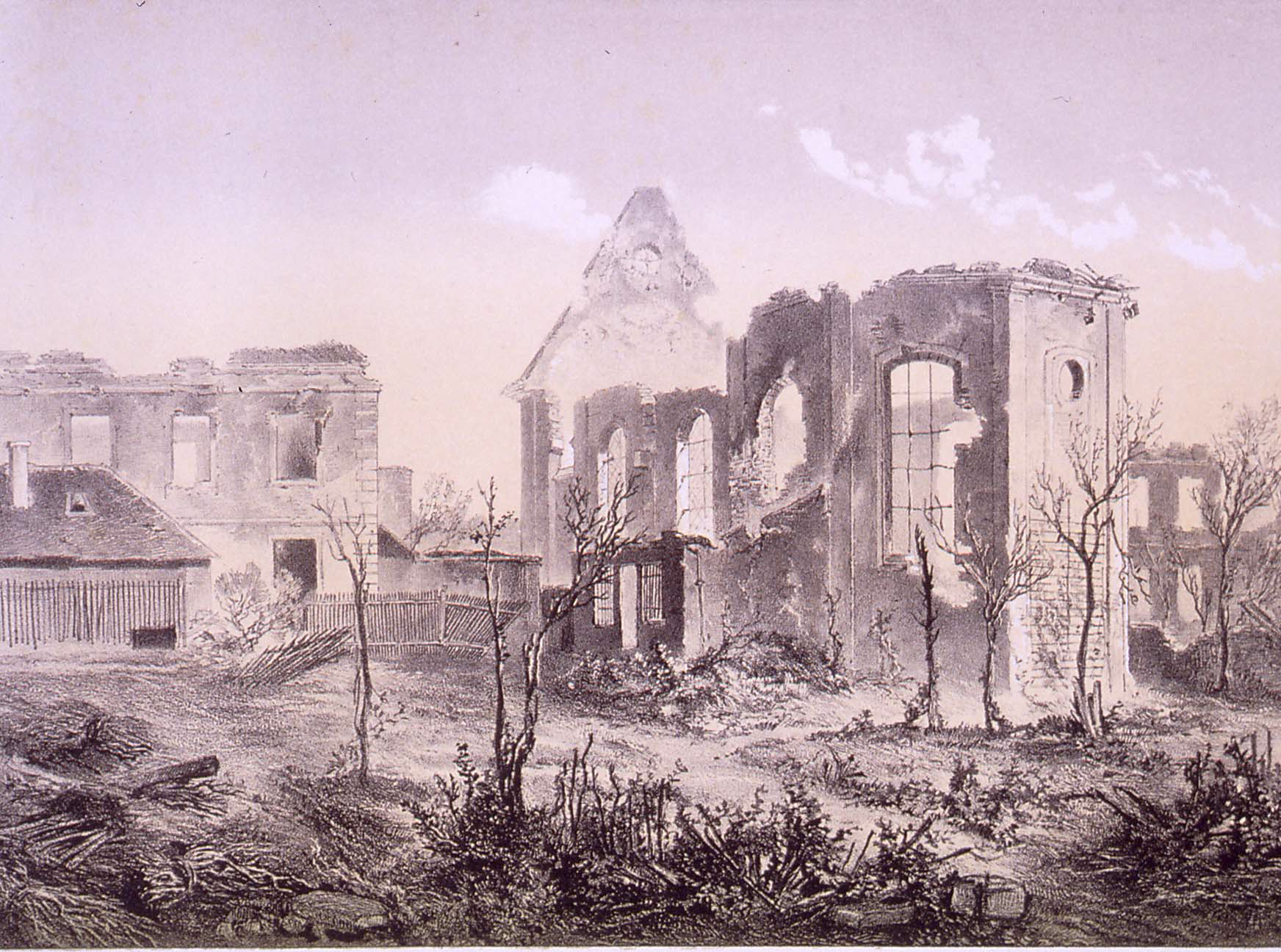
L’église après 1870
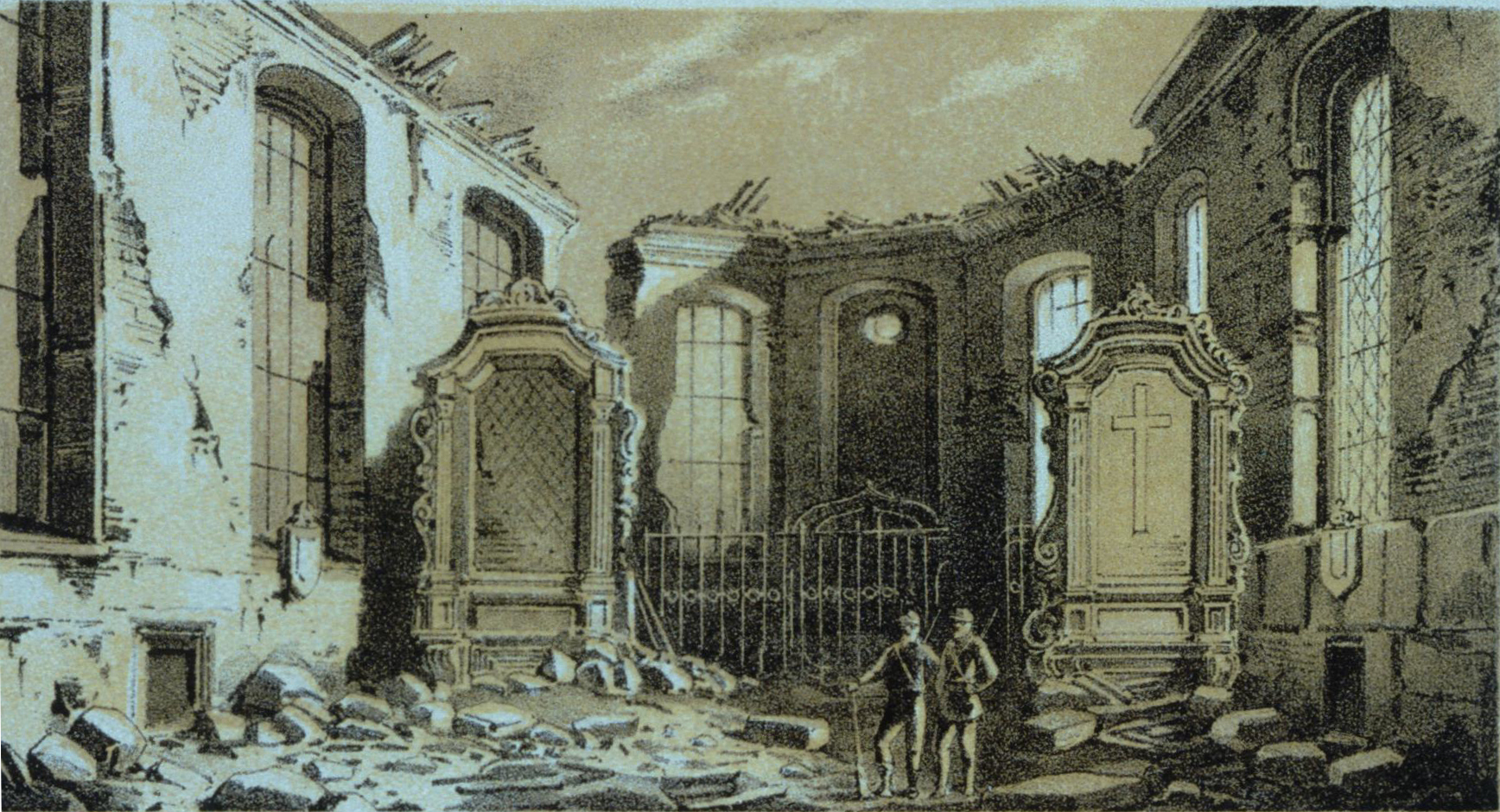
Intérieur de l’église après les bombardements
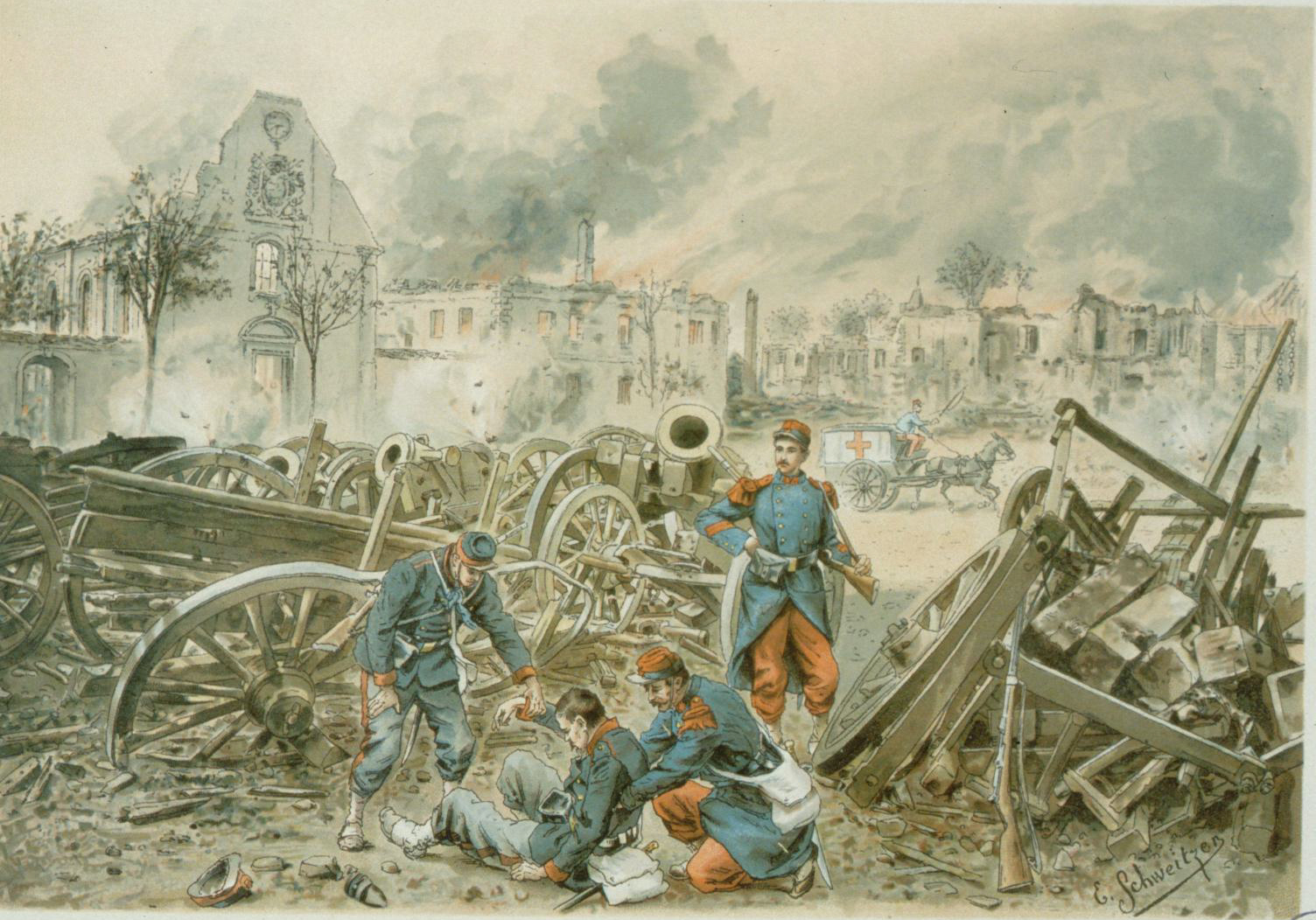
Vue de l’église par Émile Schweitzer